# El Harrouch (distrito)
El Harrouch é um distrito localizado na província de Skikda, Argélia. Sua capital é a cidade de mesmo nome. A população total do distrito era de 104 835 habitantes, em 1998.[carece de fontes?]

## Comunas
O distrito está dividido em cinco comunas:
- El Harrouch
- Zerdazas
- Salah Bouchaour
- Ouled Hbaba
- Emdjez Edchich